# Johann Anton Weinmann
Johann Anton Weinmann (in russo Иван Андреевич Вейнман, Iwan Andrejewitsch Weinman) (Würzburg, 12 dicembre 1782 – Pavlovsk, 5 agosto 1858) è stato un botanico tedesco.
Ha prestato servizio come ispettore dei Giardini di San Pietroburgo ed ha pubblicato una flora che è alla base di alcune identificazioni binomiali.

## Opere
- Der botanische Garten der Kaiserlichen Universität zu Dorpat im Jahre 1810. 1810.
- Elenchus plantarum horti Imperialis Pawlowsciensis et agri Petropolitani. (St. Petersburg 1824)
- Hymeno- et Gasteromycetes hujusque in imperio Rossico observatas recensuit … (St. Petersburg 1836)
- Enumeratio stirpium in agro Petropolitano sponte crescentium. (St. Petersburg 1837).  http://books.google.it/books?id=gatAAAAAYAAJ